# Somerville (New Jersey)
Somerville ist eine Stadt im Somerset County, New Jersey, Vereinigte Staaten. Das U.S. Census Bureau ermittelte bei der Volkszählung 2020 eine Einwohnerzahl von 12.346.
Somerville ist der County Seat (Verwaltungssitz) von Somerset County.

## Geographie
Nach den Angaben des United States Census Bureaus hat die Stadt eine Gesamtfläche von 6,1 km2, wobei keine Wasserflächen miteinberechnet sind.

## Demographie
Nach der Volkszählung von 2000 gibt es 12.423 Menschen, 4.743 Haushalte und 2.893 Familien in der Stadt. Die Bevölkerungsdichte beträgt 2.032,4 Einwohner pro km2. 71,21 % der Bevölkerung sind Weiße, 12,93 % Afroamerikaner, 0,19 % amerikanische Ureinwohner, 7,35 % Asiaten, 0,02 % pazifische Insulaner, 5,10 % anderer Herkunft und 3,20 % Mischlinge. 17,00 % sind Latinos unterschiedlicher Abstammung.
Von den 4.743 Haushalten haben 28,6 % Kinder unter 18 Jahre. 44,5 % davon sind verheiratete, zusammenlebende Paare, 11,9 % sind alleinerziehende Mütter, 39,0 % sind keine Familien, 31,4 % bestehen aus Singlehaushalten und in 11,2 % Menschen sind älter als 65. Die Durchschnittshaushaltsgröße beträgt 2,49, die Durchschnittsfamiliengröße 3,15.
21,9 % der Bevölkerung sind unter 18 Jahre alt, 9,0 % zwischen 18 und 24, 35,8 % zwischen 25 und 44, 19,3 % zwischen 45 und 64, 14,0 % älter als 65. Das Durchschnittsalter beträgt 36 Jahre. Das Verhältnis Frauen zu Männer beträgt 100:101,2, für Menschen älter als 18 Jahre beträgt das Verhältnis 100:99,1.
Das jährliche Durchschnittseinkommen der Haushalte beträgt 51.237 USD, das Durchschnittseinkommen der Familien 60.422 USD. Männer haben ein Durchschnittseinkommen von 40.585 USD, Frauen 32.697 USD. Der Prokopfeinkommen der Stadt beträgt 23.310 USD. 7,7 % der Bevölkerung und 4,8 % der Familien leben unterhalb der Armutsgrenze, davon sind 10,7 % Kinder oder Jugendliche jünger als 18 Jahre und 8,6 % der Menschen sind älter als 65 Jahre.

## Söhne und Töchter der Stadt
- William G. Steele (1820–1892), Politiker
- Elinor Wylie (1885–1928), Schriftstellerin
- Philip Morrison (1915–2005), Instituts-Professor, emeritierter Professor für Physik
- Mort Herbert (1925–1983), Jazzbassist
- Lee Van Cleef (1925–1989), Film- und Fernsehschauspieler
- Don Elliott (1926–1984), Jazzmusiker
- Joyce Kozloff (* 1942), Künstlerin
- Frederica von Stade (* 1945), Mezzosopranistin
- Arnold F. Riedhammer (* 1947), Musiker, Komponist und Arrangeur
- Doug Bateman (* 1954), Rennrodler
- Ray Bateman, Jr. (1955–1990), Rennrodler
- Douglas Urbanski (* 1957), Film- und Theaterproduzent
- Stephanie Maxwell-Pierson (* 1964), Ruderin und Olympionikin
- Nicole Arendt (* 1969), Tennisspielerin
- Craig Walsh (* 1971), Komponist und Musikpädagoge
- Theo Riddick (* 1991), American-Football-Spieler